# ダイアナ・ゴードン
ダイアナ・ゴードン（Diana Gordon、1985年8月25日 - ）は、アメリカ合衆国のシンガーソングライター。以前の芸名はウィンター・ゴードン (Wynter Gordon) であった。

## 来歴
ニューヨークのクイーンズ区で生まれ、サウス・ジャマイカで育った。ゴードンは6人の兄弟の真ん中の子供であった。
ゴードンは幼い頃から歌い始め、兄弟たちと共に教会で一緒に演奏した。ゴードンが音楽のキャリアを追求することを決心したのは高校時代であった。後に、ラガーディア高校の音楽芸術および舞台芸術に受け入れられ、レコード会社にインターンとして所属することになった。ゴードンは15歳で最初の歌「パパの歌」（原題: Daddy's Song）を書いた。歌の執筆を「貧困からの脱出」（原文: escape from poverty）と表現している。

## ディスコグラフィー
スタジオ・アルバム
- With the Music I Die (2011)

レコード
- The First Dance (2010)
- Human Condition: Doleo (2012)
- Human Condition: Sanguine (2013)
- Five Needle (2015)
- Pure (2018)
- Wasted Youth (2020)